# Wolves in Wolves' Clothing
| 전문가 평가      | 전문가 평가 |
| 평가 점수        | 평가 점수   |
| 출처             | 점수        |
| ---------------- | ----------- |
| AllMusic         | [ 1 ]       |
| Kerrang!         | 4/별        |
| Punknews.org     | [ 2 ]       |
| Robert Christgau | [ 3 ]       |

《Wolves in Wolves' Clothing》는 미국의 펑크 록 밴드인 NOFX의 열 번째 스튜디오 음반이다. 46분으로, 이것은 NOFX의 가장 긴 스튜디오 음반이다.

## 발매
2006년 2월과 3월, NOFX는 로렌스 암스와 러브드 원스의 지원으로 미국 투어의 헤드라인을 장식하기 시작했다. 2006년 3월 20일, 음반의 커버 아트와 수록곡 목록이 온라인에 게시되었고, 2006년 4월 10일에 "100 Times Ducker"가 등장했다. 3일 후, 〈Seeing Double at the Triple Rock〉의 뮤직 비디오가 밴드의 마이스페이스 프로필에 게시되었다. 《Wolves in Wolves' Clothing》은 2006년 4월 17일, AOL 뮤직을 통해 스트리밍 할 수 있게 되었고, 다음 날 팻 렉 코드를 통해 공개되었다. 밴드는 2006년 워프드 투어에 나섰고, 이후 캐나다에서 열린 플립 더 스위치 페스티벌에 출연했다. 2006년 9월과 10월, 그들은 남미 전역을 순회했고, 멕시코에서 열린 코로나 뮤직 페스트에 출연했다. 계획된 쇼 중 두 개는 홍보자 문제로 인해 취소되어야 했고, 다른 쇼는 경찰기동대가 도착하면서 취소되었다.

## 곡 목록
모든 곡들은 팻 마이크에 의해 작사/작곡하였다.
| #   | 제목                                         | 재생 시간 |
| --- | -------------------------------------------- | --------- |
| 1.  | 〈60%〉                                      | 2:25      |
| 2.  | 〈USA-holes〉                                | 2:13      |
| 3.  | 〈Seeing Double at the Triple Rock〉         | 2:09      |
| 4.  | 〈We March to the Beat of Indifferent Drum〉 | 2:38      |
| 5.  | 〈The Marxist Brothers〉                     | 2:44      |
| 6.  | 〈The Man I Killed〉                         | 1:18      |
| 7.  | 〈Benny Got Blowed Up〉                      | 1:05      |
| 8.  | 〈Leaving Jesusland〉                        | 2:54      |
| 9.  | 〈Getting High on the Down Low〉             | 1:13      |
| 10. | 〈Cool and Unusual Punishment〉              | 2:05      |
| 11. | 〈Wolves in Wolves' Clothing〉               | 1:57      |
| 12. | 〈Cantado en Español〉                       | 1:26      |
| 13. | 〈100 Times Fuckeder〉                       | 1:57      |
| 14. | 〈Instant Crassic〉                          | 0:34      |
| 15. | 〈You Will Lose Faith〉                      | 2:31      |
| 16. | 〈One Celled Creature〉                      | 1:31      |
| 17. | 〈Doornails〉                                | 2:14      |
| 18. | 〈60% (Reprise)〉                            | 1:54      |
| 19. | 〈Untitled Track〉                           | 11:29     |